# 雅虎相册
雅虎相册（Yahoo! Photos），香港稱為雅虎相簿，台灣稱為雅虎奇摩相簿，为雅虎旗下的在线相册网站，在中國大陸，目前为网易相册的最大竞争对手，与网易相同的，雅虎相册声称无限量相册空间。雅虎（全球）所提供的相册空间远远比雅虎（中国）来的小。

## 与Flickr整合
雅虎收购Flickr后，准备同雅虎相册合并，但是Flickr所提供的服务为限制流量并且免费用户有200张限制，与雅虎中国所提供的远远不同，引起了不少中国大陆网民的不满。

## 關閉相簿
雅虎奇摩在2007年10月18日關閉相簿服務，使用者可以前往雅虎相簿網站下載照片，或者是把照片移到Flickr或無名小站。

## 链接
- 雅虎香港相簿[]
- f lickrTM （页面存档备份，存于）